# بییابراخیما
بییابراخیما (به اسپانیایی: Villabrágima) یک شهرستان در اسپانیا است که در استان وایادولید واقع شده‌است.